# Richard Boon
Temple de la renommée : 1952
Richard Robinson Boon, dit Dickie Boon,  (né le 10 janvier 1878 à Belleville, dans la province de l'Ontario au Canada - mort le 3 mai 1961) est un joueur professionnel canadien de hockey sur glace.

## Carrière de joueur
Lors de sa jeunesse, il excellait dans plusieurs sports tels que l'aviron, le canoë-kayak ainsi que le patinage de vitesse où il remporta le championnat amateur junior en 1892. Il commença à jouer dans les ligues de hockey organisées dès 1894.
En 1900, il joignit l'Association athlétique amateur de Montréal à la position de défenseur. En cinq saisons avec ce club, il remporta deux Coupe Stanley. Il fit partie du dernier club amateur ayant remporté la coupe en 1903. Il se retira après trois saisons avec les Wanderers de Montréal en 1905.
Il devint par la suite directeur gérant des Wanderers de 1906 à 1916 avec lesquels il ajouta trois autres titres de la Coupe Stanley. Par la suite, il devint joueur de golf et de curling. Le Club de Curling Outremont créa même un trophée en son nom, le Trophée Boon. Il fut intronisé au Temple de la renommée du hockey en 1952.

## Statistiques
| Saison    | Équipe                                     | Ligue         |    | Saison régulière | Saison régulière | Saison régulière | Saison régulière | Saison régulière |   | Séries éliminatoires | Séries éliminatoires | Séries éliminatoires | Séries éliminatoires | Séries éliminatoires |
| Saison    | Équipe                                     | Ligue         | PJ | B                | A                | Pts              | Pun              | PJ               | B | A                    | Pts                  | Pun                  |                      |                      |
| 1899-1900 | Association athlétique amateur de Montréal | LCHA          | 8  | 2                | 0                | 2                | -                | -                | - | -                    | -                    | -                    |                      |                      |
| 1900-1901 | Association athlétique amateur de Montréal | LCHA          | 7  | 3                | 0                | 3                | -                | -                | - | -                    | -                    | -                    |                      |                      |
| 1901-1902 | Association athlétique amateur de Montréal | LCHA          | 8  | 2                | 0                | 2                | 6                | -                | - | -                    | -                    | -                    |                      |                      |
| 1901-1902 | Association athlétique amateur de Montréal | Coupe Stanley | -  | -                | -                | -                | -                | 3                | 0 | 0                    | 0                    | 3                    |                      |                      |
| 1902-1903 | Association athlétique amateur de Montréal | LCHA          | 7  | 3                | 0                | 3                | 6                | -                | - | -                    | -                    | -                    |                      |                      |
| 1902-1903 | Association athlétique amateur de Montréal | Coupe Stanley | -  | -                | -                | -                | -                | 4                | 0 | 0                    | 0                    | 10                   |                      |                      |
| 1903-1904 | Wanderers de Montréal                      | FAHL          | 4  | 0                | 0                | 0                | 0                | -                | - | -                    | -                    | -                    |                      |                      |
| 1904-1905 | Wanderers de Montréal                      | FAHL          | 8  | 0                | 0                | 0                | 6                | -                | - | -                    | -                    | -                    |                      |                      |
| 1905-1906 | Wanderers de Montréal                      | ECHA          |    |                  |                  |                  |                  |                  |   |                      |                      |                      |                      |                      |